# 저주
저주(詛呪/咀呪) 또는 주저(呪詛)는 남에게 재앙이나 불행이 일어나도록 빌고 바라는 푸닥거리 행위, 또는 그렇게 하여서 일어난 재앙이나 불행을 뜻한다.

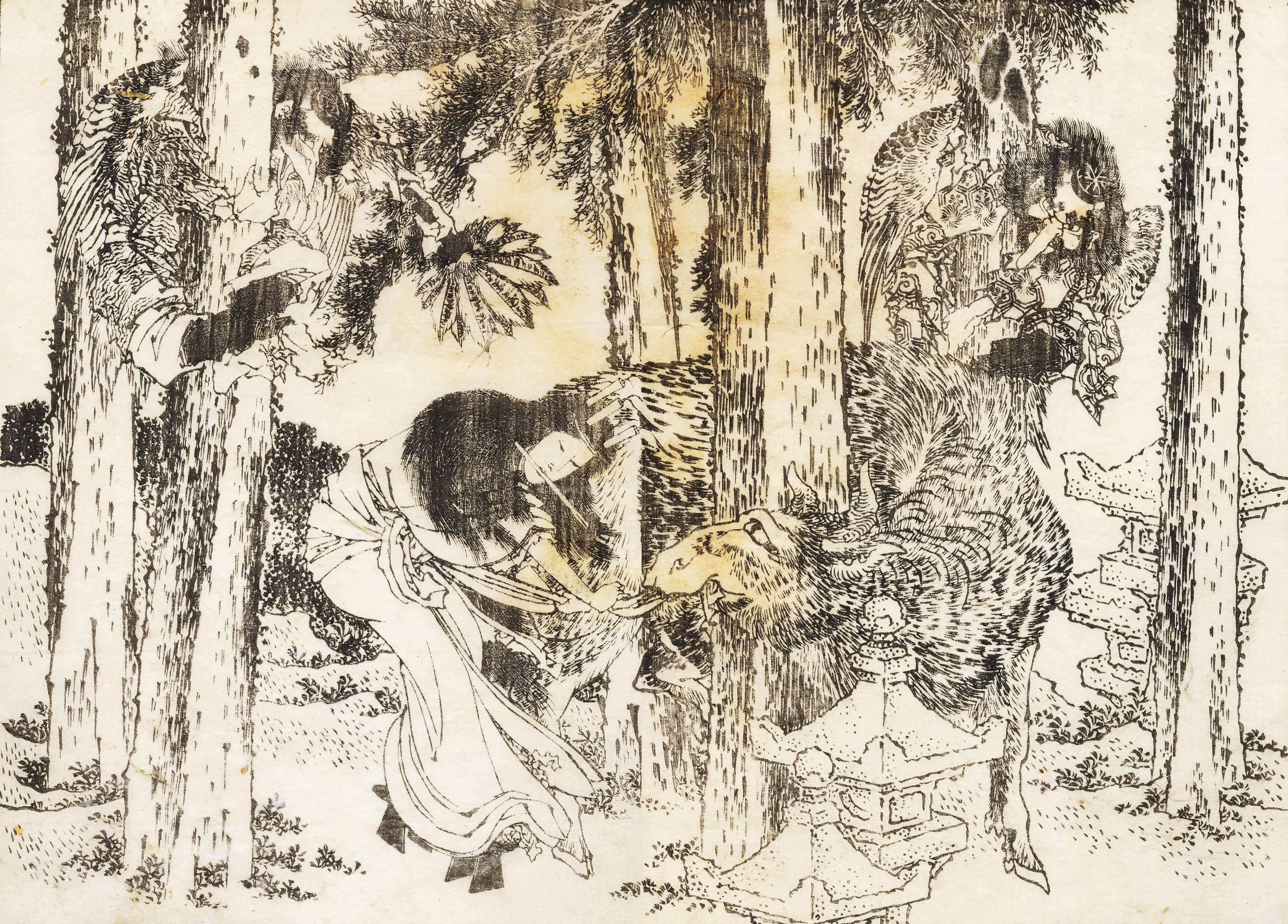
가쓰시카 호쿠사이가 그린 저주하는 여자

## 역사
<광해조일기(光海朝日記)> 권 2에 "김응벽·황광인·이만용 세 사람은 연이(連伊)로 하여금 과(帶飾金具)를 가지고 나오게 하여 고양이를 깊이 1자 되는 곳에 묻고 경문(經文)을 대홍단자(大紅段子)에 써서 묻어 두었다. 한 상궁은 궐 안에서 저주를 행했다. 소경 장순명은 왕자 영창군(永昌君)의 처소에 들어가서 왕자의 생월을 써놓고 입에 담을 수 없는 말로 경을 송했다. 또 사람을 종이에 그려 놓고 바늘로 눈을 찌르고 그것을 부엌 밑에 파묻었다. 또 산 강아지를 전후(殿後) 술밭에서 죽이고 내관(內官)은 발을 묶어서 김산사의 깊은 못에 던졌다. …내인 환이(環伊)는 금색 고양이의 눈에 바늘을 찔러서 연옹(煙瓮)에 넣어 두었다. 내인 예금(禮今)은 뇌물을 받고 저주물을 주고받고 했다. 그 저주의 방법을 모두 여자 소경으로부터 배워서 했다. …동궁 남쪽 담장 안에 죽은 까치, 죽은 쥐를 던지고, 동궁 담장 바깥에 돼지와 우립(羽笠)을 쓴 사람의 그림을 그려두고 대전(大殿)의 마루 밑에 쥐를 묻는다. …저주 16종을 전후 16번, 열흘 내지 닷새에 한 번씩 행한다"는 저주의 종류에 관한 기록이 있다.
위의 기록은 왕자의 출세를 막기 위해 압승(壓勝)을 음모한 것인데 저주는 힘에 의한 압승이란 신념이 주축을 이루고 있는 것이다.
오늘날의 욕설에 저주가 개입되기도 한다. '육실할' 또는 '급살 맞을' 등의 욕설은 저주의 방법 중의 하나이다. 이 저주에는 활동·언어·정물(靜物)이란 측면이 있고, 그것의 어느 하나를 행하면 목적하는 효과가 있다는 인간의 욕구나 정서가 있고, 신명이나 정령과 같은 초인간적·초자연적 존재에 의지하지 않고 자기를 다른 것에 강제하는 자력(自力)에 의지하는 태도가 엿보인다.

## 성경에서의 의미

### 저주(Anathema)
어떤 물건이나 주로 사람이 가증스럽거나, 혐오스럽다고 여겨질 때 사용하는 말이다. 또한 신약성경에서는 파면이된다는 의미로 쓰이고, 교회역사에서는 교회 밖으로 퇴출되어 영구제명된다는 의미로 쓰였다.  
고린도전서 12장 3절에 '예수를 저주할자라 하지 아니하고'에서 저주(cursed)에 해당하는 말이 헬라어로 아나떼마이다.  이것은 사도바울이 성령에 의하면 절대로 사용할 수 없는 말로, 가장 가혹한 말에 해당한다.
존 오언은 그의 성령론에서 유대인들이 그 당시에 아직도 예수를 저주한다고 주장하였다.

## 같이 보기
- 39의 저주
- 자원의 저주
- 노시보
- 욕설
- 슈퍼맨의 저주